# USA Perpignan

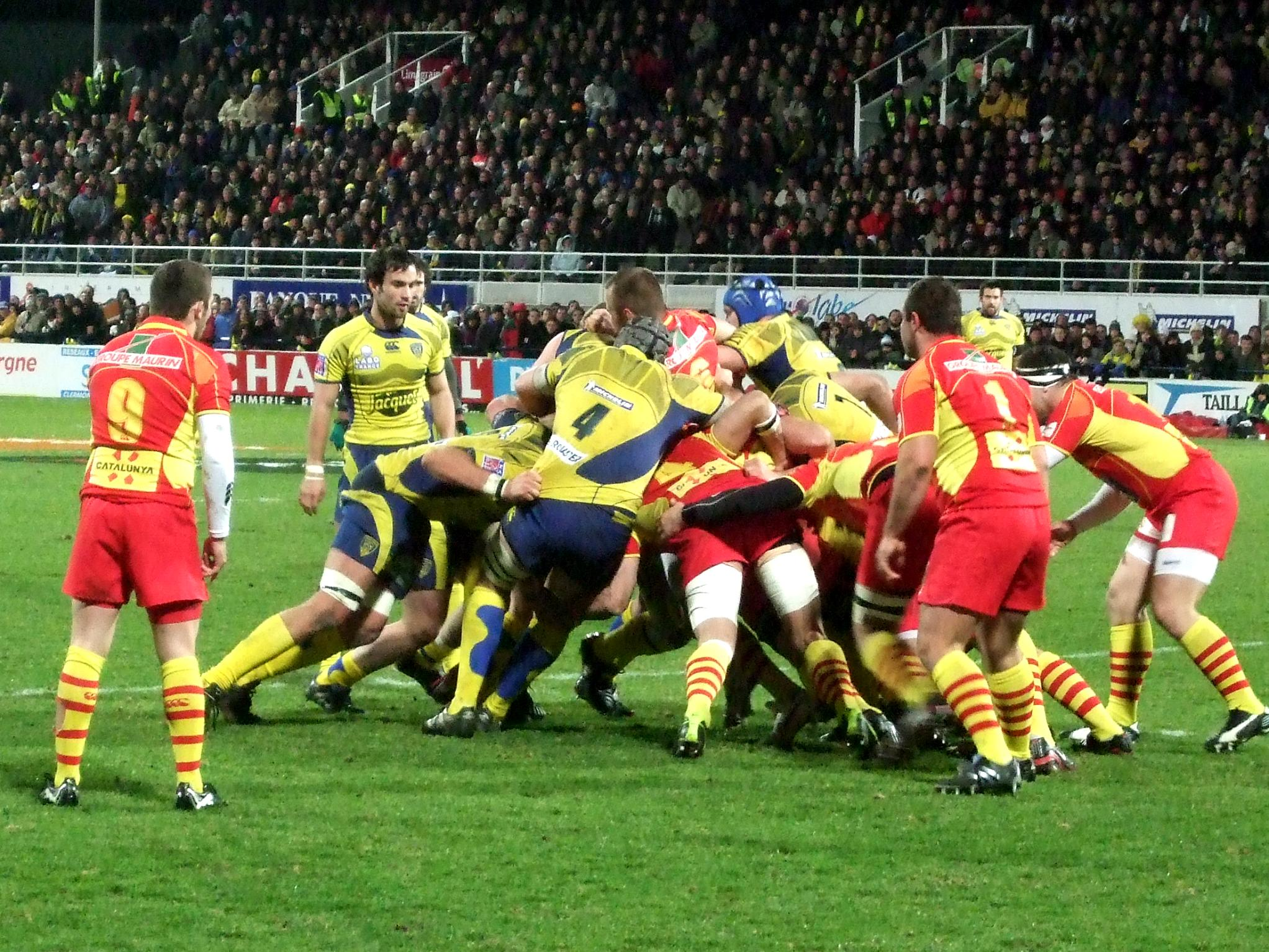
Een maul met spelers van USAP (rood-geel) in een wedstrijd tegen ASM Clermont Auvergne in Maart 2010

Union Sportive Arlequins Perpignan-Roussillon of in het Catalaans Unió Esportiva Arlequins de Perpinyà, vaak verkort tot USAP, is een Franse rugbyclub uit Perpignan. De club is zevenvoudig kampioen van Frankrijk en speelt sinds 1911 onafgebroken op het hoogste Franse rugbyniveau. Alleen Toulouse doet dit langer.

## Geschiedenis
Het rugby in Perpignan ontstond in 1886 bij de vorming van een atletiekunie voor studenten in Perpignan. De eerste burgerclub werd kort hierna opgericht en vervolgens werd in 1902 de voorloper van de huidige club, de Association Sportive Perpignanaise (ASP) opgericht. In 1903 wordt de club kampioen van de tweede serie Zuid in een wedstrijd tegen het team van de veterinaire school van Toulouse, een voorloper van Stade Toulousain. In 1912 breekt er een conflict binnen de club waarna meerdere leden en spelers worden uitgesloten onder wie aanvoerder Gilbert Brutus. Zij richten vervolgens op 29 April van dat jaar Stade Olympien Perpignais (SOP) op wat een van de felste rivalen van USAP zal worden. In 1914 wordt het eerste landskampioenschap binnengehaald in de finale tegen Stadoceste Tarbais.
Na de onderbreking van de Eerste Wereldoorlog werden ASP en SOP samengevoegd tot Union Sportive Perpignanaise om van Perpignan een nieuw rugbybolwerk te maken. Om de spelers die in de oorlog waren omgekomen te eren droeg de nieuwe ploeg een lichtblauwe trui en witte broek om te verwijzen naar de lucht en goudkleurige met rode sokken. In de hierop volgende periode tot de Tweede Wereldoorlog speelde de ploeg zeven finales om het landskampioenschap waarin het drie keer won. In 1933 fuseert de club met de Arlequins Club Perpignanais en gaat de naam Union Sportive Arlequins Perpignanais dragen. Onder druk van de Franse staat werd de clubnaam vanwege de term Harlequin in de Tweede Wereldoorlog vervangen door Union des Sports Athlétiques Perpignanais.
Na de Tweede Wereldoorlog weet de club in 1955 weer landskampioen te worden. In 1998 verliest de club de eerste finale in het Stade de France waarna het in 2009 weer landskampioen wordt.

## Imago
In 1997 was er de laatste naamsverandering van de club in Union Sportive Arlequins Perpignan-Roussillon. Het blauwe shirt werd eveneens verwisseld voor het goud en bloed, de Catalaanse kleuren. Perpignan is gelegen in het zogenoemde Noord-Catalonië, een gebied in Frankrijk ruwweg overeenkomend met het departement Pyrénées-Orientales wat soms samen met het Spaanse Catalonië als eenzelfde culturele regio wordt beschouwd. Het motto van de club is in het Catalaans Sempre Endavant wat Altijd Vooruit betekent. In 2004 werd er een samenwerking gestart met de rugbytak van FC Barcelona. Het is in de toekomst dan ook het doel dat USAP regelmatig wedstrijden in Barcelona gaat spelen.

## Erelijst
Kampioen van Frankrijk

1914, 1921, 1925, 1938, 1944, 1955, 2009